# Leon Daniello
Leon Silviu Daniello (n. 2 octombrie 1898, Budapesta, Austro-Ungaria – d. 27 martie 1970, Cluj, România) a fost un medic român, membru corespondent al Academiei Române.

## Familia și studiile
A fost descendent al unei vechi familii grănicerești, cu numele strămoșesc Dănilă. Tatăl său, Ioan, a fost controlor la căile ferate. Mama sa s-a numit Elena, născută Pavelu. La data nașterii, tatăl său era funcționar la căile ferate maghiare, în Budapesta.
Leon Daniello a urmat cursurile Liceului din Năsăud, unde a obținut diploma de bacalaureat în anul 1917. În același an s-a înscris la facultatea de medicină a Universității din Budapesta (1917-1918). pentru care a primit o bursă de la fundația Gojdu.  Întrerupe studiile după două semestre, fiind încorporat la Regimentul 63 Infanterie austriac. A urmat școala de ofițeri la Alba Iulia. A prestat serviciul militar până la sfârșitul războiului, fără să fie pe front. Continuă studiile universitare la Facultatea de Medicină din Cluj (1918-1922). Doctoratul în medicină în 1922. În anul 1924 a urmat cursuri de specializare în pneumoftiziologie la Spitalul "Wilhelmin" din Viena, iar în anii 1924-1925, la clinicile conduse de Ernst von Romberg și E. Sauerbruch din München, unde s-a specializat, ca "asistent străin", în fiziopatologia pulmonară, ftiziologia și radiologia medicală. Între anii 1926 și 1927, a lucrat la Spitalul "Charité" și la Institutul "Pasteur" din Paris. În anul 1930, a susținut teza de docență, cu titlul "Studiu critic despre debutul ftiziei adultului" și a primit titlul de docent în anul 1929. A vizitat pentru documentare privind modul de organizare, numeroase stațiuni sanatoriale: Heuteville (Franța, în 1926), Davos, Arosa (Elveția, în 1927), iar în 1930, din Germania și Scandinavia. În anul 1931 a făcut o călătorie de studii în Italia de Nord, cu vizitarea sanatoriului de la Sondalo.

## Activitate pedagogică și științifică
A fost preparator de la 1 octombrie 1921 la Clinica 1 Medicală condusă de profesorul Iuliu Hațieganu. Din anul 1924 devine asistent universitar la aceeași clinică, conferențiar universitar provizoriu din anul 1937 și definitiv din 1939. Profesor universitar din 1942 până în 1967, fiind primul profesor universitar de pneumoftiziologie din învățământul medical românesc. În 1939 a fost  numit medic pneumoftiziolog la Spitalul Militar din Cluj, cu gradul de căpitan în rezervă. Director al Institutului de Ftiziologie din Sibiu/Cluj din 1942. A desfășurat o bogată și deosebit de importantă activitate științifică privind bolile de plămâni, sub cele mai diverse aspecte, ca de exemplu: tuberculoza la diabetici, tratamentul chirurgical al tuberculozei, cancerele bronho-pulmonare, introducerea și aplicarea tratamentului doctorului Monaldi de extragere a puroiului din plămâni. A făcut cercetări privind problemele de chimioterapie antituberculoasă; chimiorezistență a bacilului Koch, patogenitate a surselor chimiorezistente; reabilitare a fostului bolnav de tuberculoză. A studiat și pneumopatiile netuberculoase, ca de exemplu: cancerul bronhopulmonar primitiv și metastatic; sarcoidoza mediastinopulmonară; tumorile benigne și maligne mediastinopulmonare; colagenozele pulmonare; supurațiile bronhopulmonare; stafilocociile pleuropulmonare; hidatidoza pulmonară; micozele pulmonare; bronșita cronică; emfizemul pulmonar. A fost unul dintre principalii autori ai depistării sistematice a tuberculozei prin radiomicrofotografie, precum și ai terapiei antituberculoase cu antibiotice, cu deosebire a streptomicinei.
În anul 1937, a participat ca raportor, la Congresul cehoslovac de tuberculoză din Tatra. În anul 1960, a participat la Consfătuirea Internațională de Silicoză, Plovdiv (Bulgaria).
A fost președinte al Societății de Științe Medicale, Filiala din Cluj (1962-1970). Vicepreședinte al Societății Române de Ftiziologie. Medic emerit din 1954. 
Membru corespondent al Academiei Române, de la 3 februarie 1965; membru corespondent al societății franceze de Studii Științifice asupra Tuberculozei (din 1928); membru corespondent al Societății Germane de Pneumoftiziologie (din 1965); membru consilier la Uniunii Internaționale contra Tuberculozei. (din 1963); membru al Academiei de Medicină din New York. A fost președintele Touring Club, promovând turismul în Ardeal și construind sub directa îndrumare case de adăpost, drumuri și cabane (Băișoara).

## Activitate medicală
S-a ocupat de organizarea, la Cluj, a profilaxiei antituberciloase la studenți, împreună cu dr. Iuliu Hațieganu, înființând, în 1926, primul dispensar studențesc din România și unul dintre primele din Europa. În 1928 a înființat primul dispensar TBC pentru populație, din Cluj.

## Din lucrările sale
- Profilaxia individuală și tratamentul tuberculozei pulmonare, Cluj 1926
- Pericolul tuberculozei în Universitate, (cu Iuliu Hațieganu), Cluj, 1926
- Tuberculoza, dușmanul neamului, Sibiu, 1927
- Studiu clinic despre debutul ftiziei adultului 1930
- Considerații asupra formelor pseudo-tuberculoase ale linfogranulomatozei maligne, (cu Ioan Goia) 1934
- Forma spontan regresivă a ftiziei incipiente, (cu P. Chiper), 1934
- Curs elementar de ftiziologie pentru studenți, 1949, (mai multe ediții)
- Silicoza și silicotuberculoza (cu S. Copcea și L. Prodan) (1953), lucrare pentru care primește Premiul de Stat.
- Concepția actuală asupra diagnosticului precoce al tuberculozei 1958
- Tratamentul insuficienței respiratorii 1968
- Cum tratăm insuficiența respiratorie 1968

## Distincții
- Premiul de Stat (1953)
- titlul de „Medic Emerit al Republicii Populare Romîne” (5 august 1954) „pentru merite excepționale și realizări deosebite în domeniul ocrotirii sănătății oamenilor muncii”[2]
- Ordinul Muncii cl. I (1963)[3]
- Ordinul „Meritul Științific” clasa a II-a (26 septembrie 1966) „pentru merite deosebite în activitatea științifică, cu prilejul Centenarului Academiei Republicii Socialiste România”[4]